# Jean Dufaux
Jean Dufaux (Ninove, 7 juni 1949), alias 'Jean de Productieve', is een scenarioschrijver van talrijke stripverhalen.

## Biografie
Dufaux werd geboren in een gegoede familie, die kort na zijn geboorte naar Brussel verhuisde. Als groot filmliefhebber richtte hij op school een filmclub op en volgde hij nadien van 1969 tot 1973 een opleiding in het Institut National Supérieur des Arts du Spectacle et des techniques de diffusion in Brussel, met specialisatie regie en montage. Zo raakte hij vertrouwd met de cinematografische methodieken die later zijn stripscenario’s beïnvloeden. Na zijn opleiding werd hij journalist bij een tijdschrift voor filmprofessionals, Ciné-Presse. Hij schreef ook een (onuitgegeven) roman, L'indiscrétion d'Hypocrine.
Vanaf 1983 besloot hij zich in eerste plaats aan de strip te wijden en kwam bij het weekblad Kuifje terecht. Aanvankelijk schreef hij veel in opdracht. Na enkele jaren kon hij eigen, persoonlijke projecten voorstellen. Weerkerende thema's in zijn werk zijn het spel, de illusie van de tijd en de vergankelijkheid, de gewone man geconfronteerd met de macht, het falende geheugen en de waanzin. Ook zijn liefde voor Italië komt veel aan bod. De bijnaam Jean de Productieve dateert uit het begin van de jaren 90 omdat hij toen erg veel creëerde.
In 2013 tekende hij voor het scenario van het tweeëntwintigste album van Blake en Mortimer, De Septimus-Golf. Grafisch werd het album uitgewerkt door Antoine Aubin en Étienne Schréder. In 2020 nam hij ook het scenario voor het zevenentwintigste album voor zijn rekening, De Schreeuw van de Moloch.

### Reeksen
| - De Aasgieren met tekenaar Enrico Marini - Andreas de Florentijn met tekenaar Edouard Aidans - Barracuda met Jéremycc - Beatifica Blues met tekenaar Griffo - Betoveringen met José Luis Munuera - Chelsy met tekenaar Éric Joris - Dixie Road met tekenaar Hugues Labiano - Djinn met tekenaar Ana Mirallès - Dubbelmasker met tekenaar Martin Jamar - Les Enfers met tekenaar Paolo Eleuteri Serpieri - Fox met tekenaar Jean-François Charles - Giacomo C. met tekenaar Griffo - Gotcha met tekenaar Jean-Louis Humblet - Hemingway met tekenaar Malès - Jaguar met tekenaar Jan Bosschaert - Jessica Blandy met tekenaar Renaud Denauw - De Klaagzang van de Verloren Gewesten met tekenaar Grzegorz Rosiński - De Kinderen van de Salamander met tekenaar Renaud - Kruistocht met tekenaar Philippe Xavier - Lucius met tekenaar Xavier Musquera - Het maagdenbos met tekenaar Béatrice Tillier - Maanbloed met tekenaar Viviane Nicaise | - Melly Brown met tekenaar Xavier Musquera - Mister Black met tekenaar Griffo - Murena met tekenaar Philippe Delaby - Niklos Koda met tekenaar Olivier Grenson - Nomade met tekenaar Philippe Xavier - Pokervrouw (vanaf album 5) samen met Jean-Luc Vernal en tekenaar Renaud - Regenwolf met tekenaar Rubén Pellejero - De Rochesters met tekenaar Philippe Wurm - De rode keizerin met tekenaar Philippe Adamov - De rovers van keizerrijken met tekenaar Martin Jamar - Sade met tekenaar Griffo - Saga Valta met tekenaar Aouamri - Samba Bugatti met tekenaar Griffo - Santiag met tekenaar Renaud - Saria eerst met tekenaar Paolo Eleuteri Serpieri, nadien met Riccardo Ferderici - Schimmenspel met tekenaar Lucien Rollin - De Terugkeer van Lady Mongo met tekenaars Eddy Paape en Philip Sohier - De Tombe van de Hardwoods - Venus H. |

### Medewerking
- Kramikske[bron?]

- Bibsys: 90545001
- Biblioteca Nacional de España: XX1099389
- Bibliothèque nationale de France: cb12051726b (data)
- Catàleg d'autoritats de noms i títols de Catalunya: 981058509883906706
- Gemeinsame Normdatei: 123911680
- International Standard Name Identifier: 0000 0001 2135 6362
- Library of Congress Control Number: n00034078
- Nationale Bibliotheek van Tsjechië: xx0001795
- Nationale Bibliotheek van Israël: 987007406057305171
- Nationale Bibliotheek van Polen: a0000001117345
- Nederlandse Thesaurus van Auteursnamen: 072128143
- Système universitaire de documentation: 028744020
- Virtual International Authority File: 61564812
- WorldCat: E39PBJvH7MqdvvQXKfDQXdMXVC